# Vilhelm Pacht
Laurids Vilhelm Pacht (født 23. november 1843 i København, død 20. maj 1912 i Holte) var en dansk genremaler, fabrikant og legatstifter.

## Opvækst og uddannelse
Pachts blev født som barn af kasketmager Laurids Adolph Pacht (1819–1868) og Marie Caroline Jürgensen (født 1823). Efter sin konfirmation kom han i lære som bogtrykker, og han blev snart efter lærling hos en marmorhugger. Som elev på Teknisk Institut vakte han G.F. Hetschs interesse og blev endelig sat i porcelænsmalerlære, hvorefter han i 1862-67 havde plads på Den Kongelige Porcelænsfabrik.

## Karriere
Fra 1861 begyndte han at gå på Kunstakademiet, hvor han bestod afgangsprøven som maler i 1866. Han udstillede nu, hovedsageligt genrebilleder, på Charlottenborg, og i 1869 vandt han den lille guldmedalje samt den Neuhausenske Præmie. Samme år malede han arkitekturen i Wilhelm Marstrands Parablen. Den store Nadver. 
Hans arbejdede også med metoder til at reproducere tegninger til brug i bogtrykkerpressen. I 1872 fik han patent og ti års eneret på en fotografisk og kemisk metode, og i 1874 oprettede han et værksted for såkaldt heliotypi. Senere fremstillede han også plader i lystryk (fototypi) og overdrog i 1882 hele denne virksomhed til Pacht & Crones Illustrationsetablissement. 
Herefter anlagde han en fabrik, der ved siden af bogtrykfarve også leverede tubefarver til kunstnere, og i 1890 startede han aktieselskabet Danske Bogtrykkeres Farvefabrik, som han fortsatte med at bestyre. I 1896 blev han direktør i Kjøbenhavns Panorama og i 1898 overtog han direktørposten i Skandinavisk Panoptikon.

## Privatliv
11. juni 1871 ægtede han Ambra Maurette Brandtberg (1844-1918), datter af skibsfører Alexander Brandtberg og Ida Caroline født Andersen, ægteskabet blev opløst.
Han indgik sit andet ægteskab den 15. september 1901 i København med Oline Kristine Marie Olsen, (1868–1928), datter af arbejdsmand Niels Olsen og Ane Cathrine Poulsen.
Pacht blev en velhavende mand og stiftede i 1912 sammen med sin hustru Vilhelm Pachts Kunstnerboligs Legat, hvilket indebar, at hans bolig Pachts Bo i Holte efter hans død skulle tildeles en maler for livstid. Æresboligen blev i 1929 tildelt maleren Karl Larsen, og efter dennes død, sidenhen Jens Birkemose.

## Billeder
| - Værker af Vilhelm Pacht - Blomstrende hyld i en gård i Nærum, 1866 - Markedsdag på Gammeltorv i København, 1867 - Udsigt over Gammeltorv og Nytorv på en torvedag, 1867 - En forstyrret middagslur, 1868 - Interiør med skygge af kyssende par, 1871 - Ålefiskeren, 1883 - Kystparti med klipper, 1909 - Fra basaren, 1910 - En kvinde i sort og gul klædedragt Mellem 1861 og 1912 - Slotsinteriør med personer Mellem 1861 og 1912 - Sommerdag i Dyrehaven med råvildt Mellem 1861 og 1912 |